# Chrysochloris stuhlmanni
La talpa dorata di Stuhlmann (Chrysochloris stuhlmanni) è un mammifero della famiglia dei Crisocloridi, diffuso nell'area fra Camerun e Tanzania, dove occupa le aree montane, le zone di macchia mediterranea, spingendosi fino ai giardini delle case e alle aree coltivate o adibite a pascoli.
Il pelo è bruno e tende a tonalità più scure man mano che si va dalla testa (color isabella) al posteriore; anche il ventre e la gola sono di color isabella.